# Spule (Rolle)
Eine Spule oder Rolle ist ein Element aus Pappe, Holz, Kunststoff oder Stahl, auf das Material mit rundem Querschnitt wie Garn, Seil, Draht, Kabel oder bandartiges Material wie Magnetband, Film und Papier aufgewickelt wird. Als Spule wird sowohl der Kern allein als auch der Kern inklusive des darum gewundenen Materials bezeichnet.

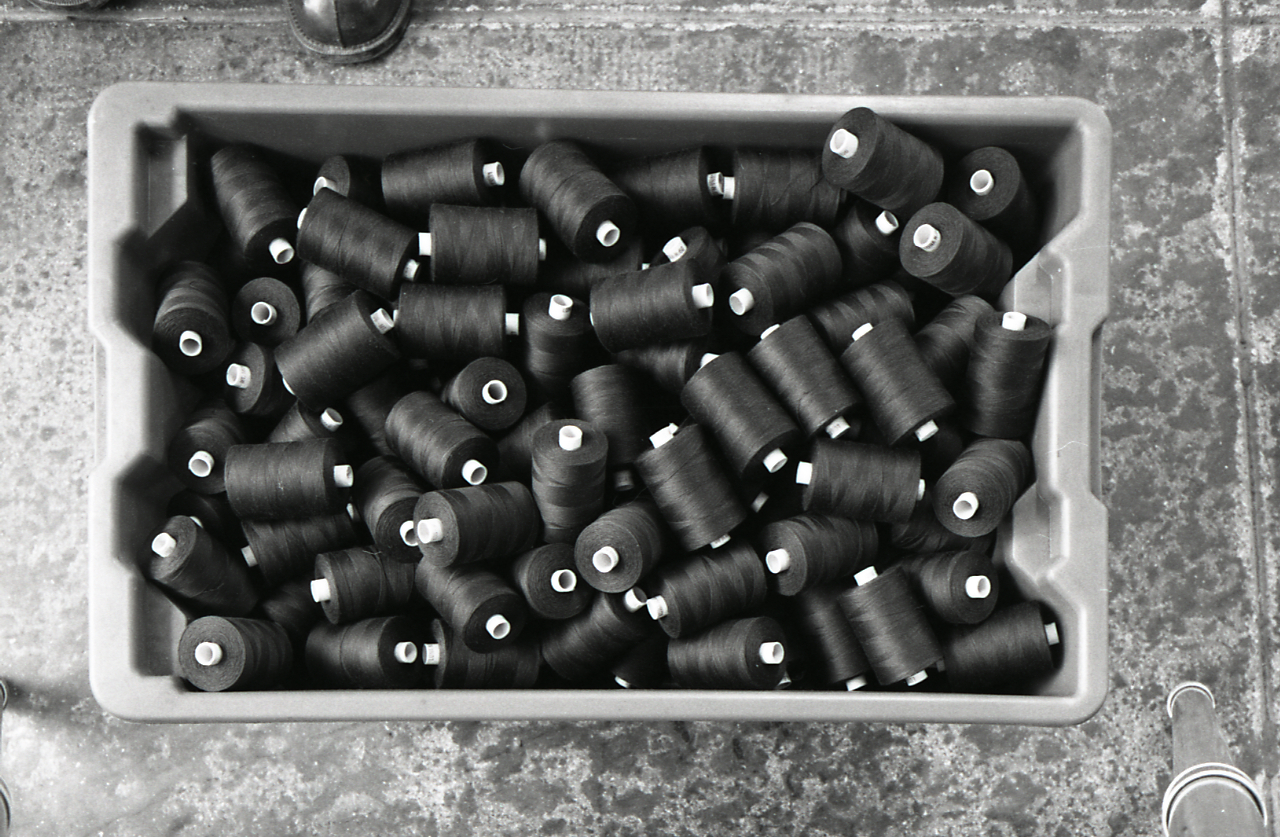
Kiste mit Garnspulen

Im Gegensatz zu einer Haspel, die ebenfalls dem Aufwickeln von verschiedenen Materialien dient, ist eine Spule kein eigenständiges Gerät oder technisches Hilfsmittel, sondern nur ein auswechselbarer Bestandteil eines Gerätes (z. B. Spinnrad oder Kamera), ein Wegwerf-Artikel, der allein dem Transport, dem Vertrieb und der Weiterverwendung dient, oder ein integraler Bestandteil eines Bauelementes (Spulenkörper von Drosseln und Transformatoren).

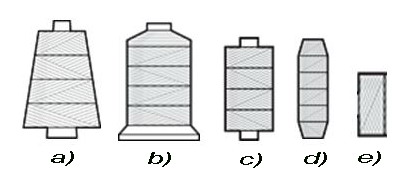
Querschnitte verschiedener industrieller Spulenformen

Folgende Formen lassen sich unterscheiden:
- Scheibenspule (zylindrisch und mit überstehenden Begrenzungen an den Stirnseiten)
- zylindrische Spule oder Rolle
- konische Spule.

Färbespulen aus V4A Edelstahl oder Kunststoff sind perforiert, sodass die darauf gewickelten Garne mit der Spule gefärbt werden können.

## Spulen im Textilbereich
Spulen – auch Hülsen – im Sinne der DIN 61805 dienen dem Aufwickeln von Fäden und können aus Hartpapier, Pappe, Holz, Kunststoff oder Aluminium bestehen. Ebenfalls als Spule wird die Spule mit dem aufgewickelten Material bezeichnet; sie ist in der DIN 61800 geregelt. Sie sind entweder röhrenförmig oder besitzen noch zusätzlich beidseitig Seitenscheiben (Scheibenspulen). Keine Seitenscheiben werden bei sich kreuzenden Wicklung des Garns benötigt, diese sogenannten Kreuzspulen sind in der DIN 61801 geregelt.

### Spinnen

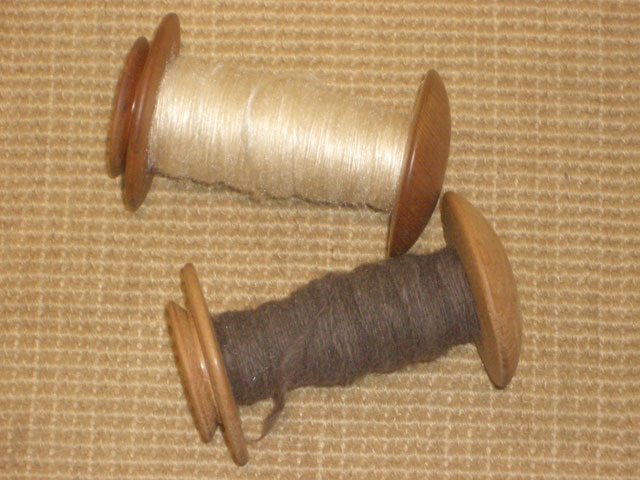
Scheibenspulen eines Spinnrads

Spinnradspulen sind immer Scheibenspulen, überwiegend aus Holz. In industriellen Spinnereien werden sogenannte zylindrische Kopse als Garnhülsen eingesetzt, auf die der gesponnene Faden aufgewickelt wird.

### Weben

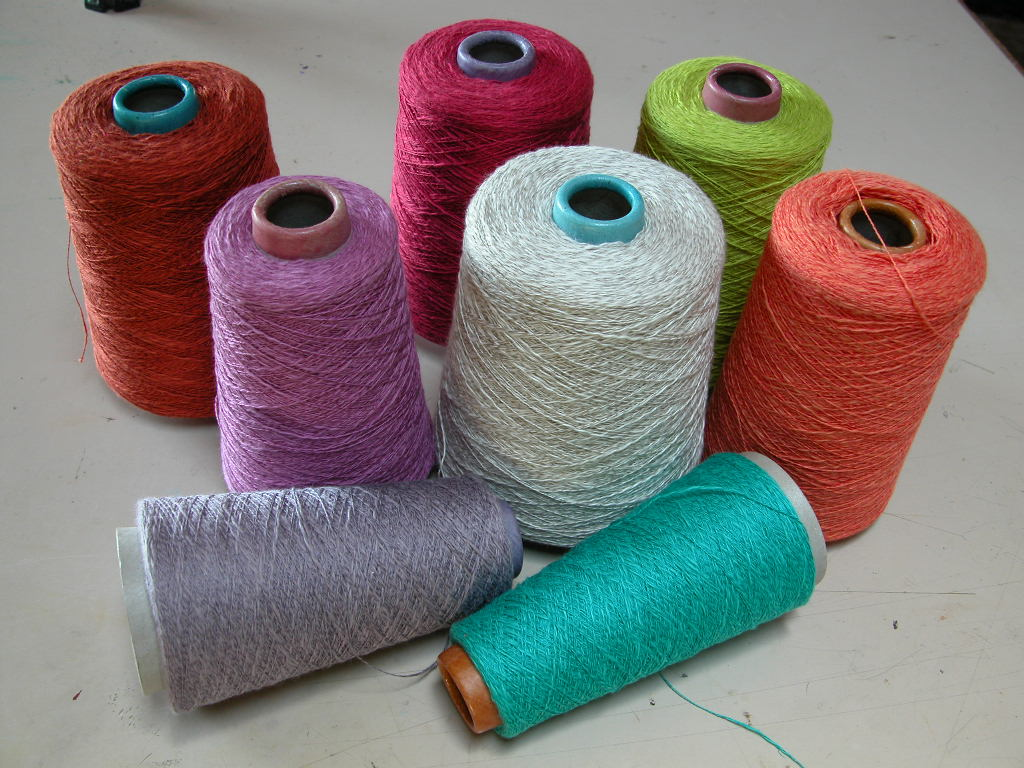
Garn auf zylindrischen (hinten) und konischen (vorne) Kreuzspulen

Webgarne werden meist in der Aufmachung von zylindrischen oder konischen Kreuzspulen aufgemacht, die auf einem Kern aus Hartpappe oder Kunststoff aufgewickelt werden. Die zylindrischen Formen bis 250 g werden überwiegend in der Handweberei eingesetzt, große Konen von 1–2 kg Gewicht in der industriellen Weberei.
In der Hausweberei wurden auch wiederverwendbare Kettspulen als Scheibenspulen aus Holz eingesetzt, auf die von anderen Trägern (Kreuzspulen oder Strängen) umgespult wurde.
Für selbstaufgewickelte Schussspulen werden dünne, zylindrische Garnhülsen aus Pappe verwendet.

### Nähen

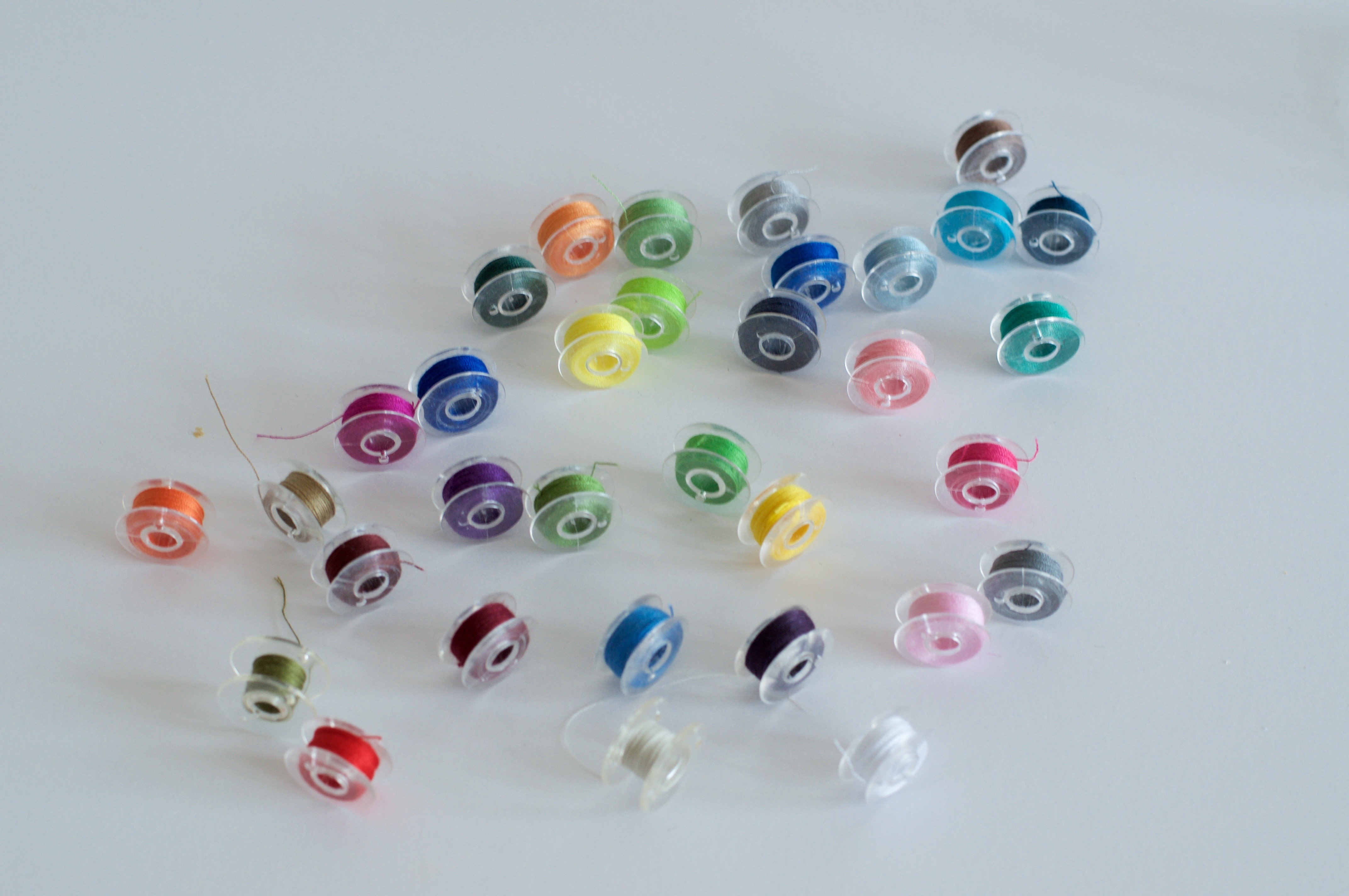
Nähmaschinen-Scheibenspulen

Nähgarn wird sowohl als zylindrische (für gewerblichen Gebrauch auch konische) Kreuzspule als auch als Scheibenspule vertrieben. In Nähmaschinen werden für den Unterfaden die Scheibenspulen aus Stahl oder Plastik eingesetzt.

### Sticken
Die Bobine ist das hülsenlose, spulenförmig gewickelte Fadenreservoir in einem Stickschiffchen.

## Weitere Anwendungen

### Foto- und Tontechnik
- Tonbandspulen für Tonbandgeräte und Magnetbänder
- Filmspulen für Filmkameras und -projektoren, insbesondere Steckspulen als besondere Bauform; siehe auch Akt
- Filmrollen für Fotoapparate

### Sanitärbereich
- Einfache Rollen meist aus Pappe, etwa für Toiletten- oder Küchenpapier

### Kabeltrommel/Leitungsroller

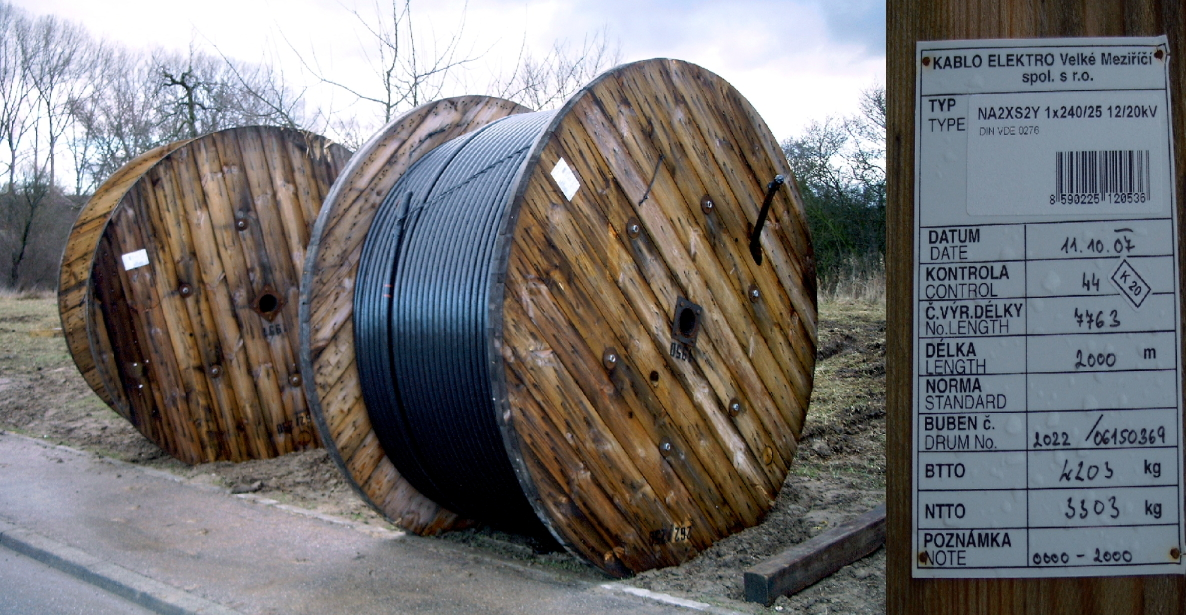
Erdkabel auf einer Kabeltrommel, mit 4,2 t Gewicht

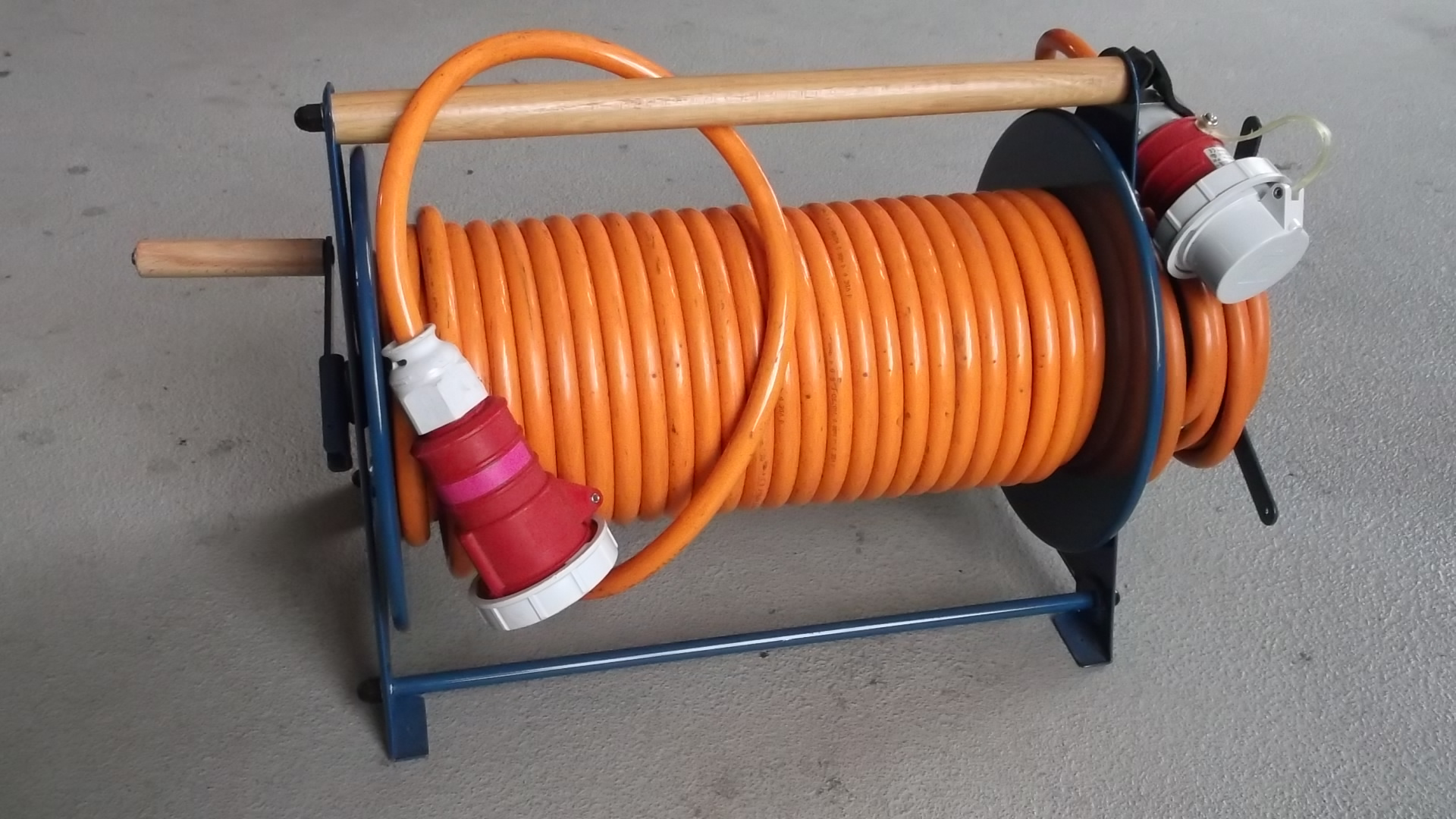
CEE 400V 16A 6h Leitungstrommel

- Industriell genutzte Kabeltrommeln oder Bobinen (auch Tourets genannt), von handgroßen (z. B. Kunststofftrommeln für Draht) bis hin zu Trommeln mit mehreren Metern Durchmesser, die auf eigenen Tiefladern transportiert werden müssen. Letztere kommen insbesondere bei der Kabelverlegung zum Einsatz.

- Kabeltrommel oder Leitungsroller (in der Schweiz und Österreich auch "Kabelrolle" genannt)

Bei Kabeltrommeln im allgemeinen Sprachverständnis handelt es sich eigentlich um Leitungsroller nach DIN VDE 620 Teil 300 bzw. DIN VDE 623 Teil 100. Bei den im Privat- oder Handwerksbereich als Verlängerungsleitung für Elektroanschlüsse genutzten Kabelrollern (auch Haspel genannt) ist zusätzlich eine Handkurbel zum Aufwickeln angebracht und in die Trommel eine oder mehrere Steckdosen eingebaut.
Zu beachten ist, dass die maximale Leistung, die die angeschlossenen Geräte zusammen haben dürfen, bei einer aufgerollten Trommel geringer ist als bei abgewickeltem Kabel, da bei einer aufgewickelten Leitung gegenüber einer unaufgerollten die Wärmeabgabe erschwert ist. Dadurch können wesentlich einfacher Wärmestau, Überhitzung, Durchbrennen und Kabelbrand auftreten. Daher sollten Kabeltrommeln vor der Benutzung stets komplett abgerollt werden.
Moderne Kabeltrommeln sind meist mit einer Übertemperatursicherung ausgestattet, die bei Überhitzung den Stromfluss unterbricht. Das Vorhandensein einer solchen Sicherung und deren korrekte Funktion sind jedoch nicht immer ohne Weiteres erkennbar. Wenn die Übertemperatursicherung ausgelöst hat, sind sofort alle Stecker zu ziehen, sowohl der der Kabeltrommel als auch die der angeschlossenen Geräte. Ferner sollte die Leitung vollständig abgerollt werden, damit das Kabel abkühlen kann. Zu bedenken ist auch, dass sich bei einigen Kabeltrommeln nach dem Abkühlen die Übertemperatursicherung automatisch zurücksetzt, wodurch wieder Stromfluss möglich wird. Da dann alle angeschlossenen Geräte wieder anlaufen können, was bei Geräten mit elektrisch bewegten Teilen (z. B. Bohrmaschine, Kreissäge) sehr gefährlich werden kann, ist es sehr wichtig, die Stecker zu ziehen. Höherwertige Kabeltrommeln sind mit einer Übertemperatursicherung ausgestattet, die nach dem Auslösen und Abkühlen manuell per Knopfdruck zurückgesetzt werden muss.
Auf höherwertigen Kabeltrommeln befinden sich Angaben, bis zu welcher maximalen Gesamtleistung Geräte bei ganz oder teilweise aufgerollter und bei komplett abgerollter Kabeltrommel angeschlossen werden dürfen.